# Йиекюла (Ярва)
Йи́екюла (ест. Jõeküla) — село в Естонії, у волості Ярва повіту Ярвамаа.

## Населення
На 31 грудня 2011 року в селі не було постійних мешканців.

## Історія
З 20 лютого 1992 до 21 жовтня 2017 року село входило до складу волості Коеру.